# 貝雷茲納沃利亞
51°46′33″N 25°37′32″E / 51.77583°N 25.62556°E
貝雷茲納沃利亞（羅馬化：Berezna Volia）是烏克蘭的村落，位於該國西部沃倫州，由卡明-卡希尔斯基区負責管轄，面積0.05平方公里，海拔高度144米，2001年人口322，人口密度每平方公里6,192.31人。